# Forêt de Monnaie
Pour les articles homonymes, voir Monnaie (homonymie).
La forêt de Monnaie, ou de Monaye, est un massif forestier de plus de 2 000 hectares, situé en Mayenne, dans la région Pays de la Loire. Le blason de Lignières-Orgères représente la forêt de Monnaie, qui fait également partie du parc naturel régional Normandie-Maine.

## Toponymie
Dans les archives de Mayenne, le toponyme apparaît également sous les formes Moussaie et Moussaye, qui doivent être interprétées comme Monnaie.

## Histoire
Une partie de la forêt a été détruite par un incendie le 29 août 1933.

## Environnement

### Écologie
La forêt de Monnaie abrite une biodiversité riche, notamment des espèces rares comme le pique-prune (Osmoderma eremita), qui vit dans des arbres âgés avec des cavités, comme les chênes têtards, ainsi que dans les haies bocagères. Ces habitats sont cruciaux pour la conservation de l'espèce et d'autres faunes locales, telles que le lucane cerf-volant et le Grand capricorne du chêne, qui trouvent également refuge dans cet écosystème.

### Menaces
La forêt fait face à des risques tels que la disparition des haies bocagères et le vieillissement des chênes têtards. Ces changements, couplés à l'absence de renouvellement des habitats, peuvent isoler les populations de scarabée pique-prune, mettant en péril leur survie.